# Commanderie de Saint-Léger

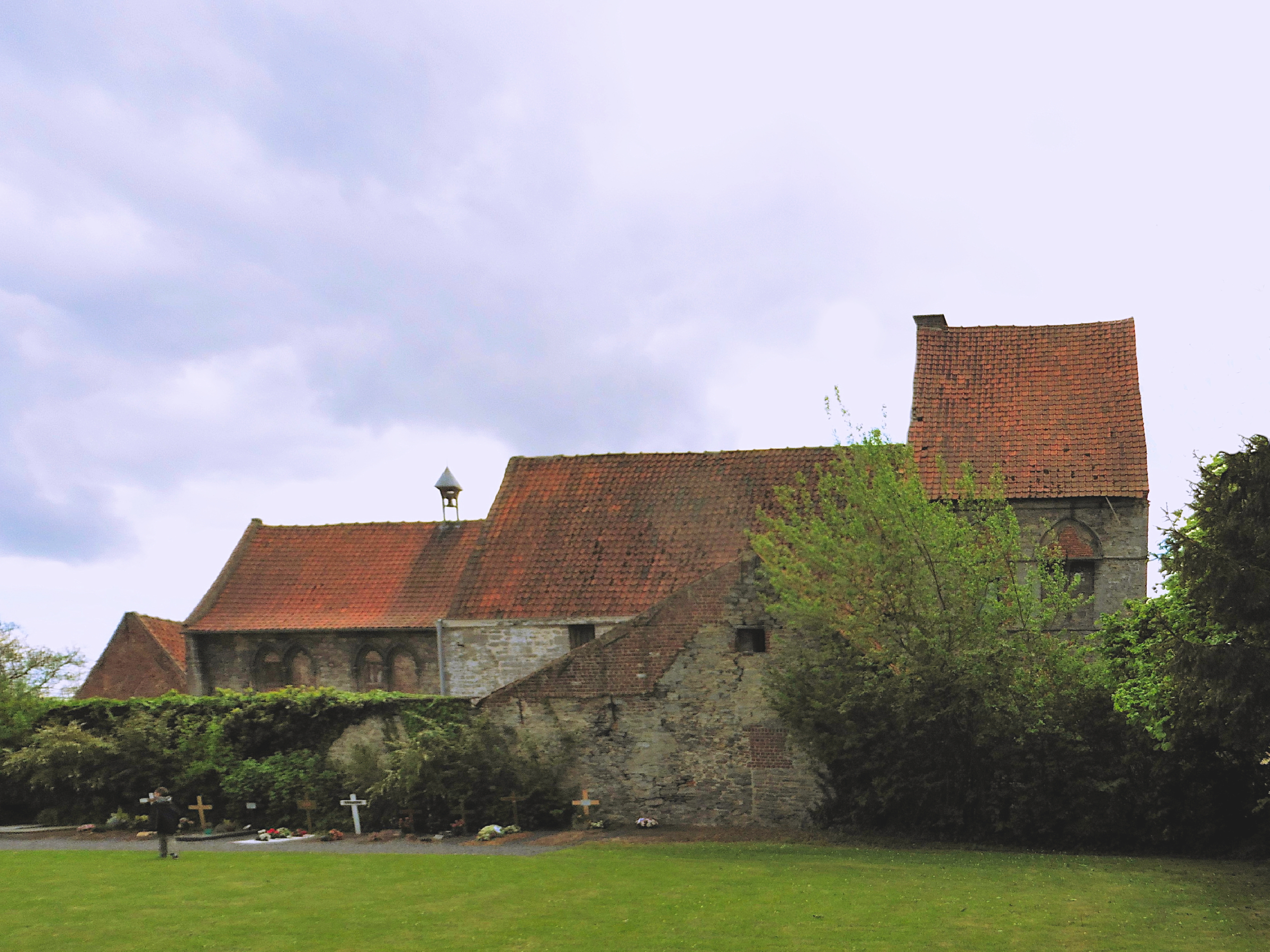
Commanderie de Saint-Léger à Saint-Léger

La commanderie de Saint-Léger se situe à Saint-Léger, commune d'Estaimpuis dans la province de  Hainaut, à environ 10 km au nord nord-ouest de Tournai et à environ 15 km au sud de Courtrai.

## Légende locale
Comme partout ailleurs, les Templiers de Saint-Léger sont tombés sous le coup de l'ordre d'arrestation lancé contre l'Ordre par Philippe le Bel en 1307.
Une légende locale raconte qu'ayant fait déferrer les chevaux, le commandeur ordonna de replacer les fers enlevés en position inverse sur les sabots des montures.
Cette besogne achevée, les frères-soldats quittèrent Saint-Léger sans se retourner.
Quand le prévôt de Tournai muni d'ordres royaux, se présenta avec ses hommes à la commanderie, il fut effrayé de constater, aux traces laissées par les chevaux, qu'un grand nombre de cavaliers étaient venus renforcer la garnison locale et jugea prudent de se retirer.
À la découverte du subterfuge, les fugitifs étaient loin…